# Prinz Eugen
Il Prinz Eugen /pʀɪnt͡s ˈʔɔʏ̯ɡən/ era un incrociatore pesante della Kriegsmarine tedesca, attivo durante la seconda guerra mondiale. L'unità viene considerata parte della classe Hipper, anche se alcuni storici la considerano, insieme alle gemelle Seydlitz e Lützow, come una classe a sé stante, o quantomeno come una sottoclasse della Hipper. Le differenze tra Prinz Eugen e Admiral Hipper sono comunque minime.
Il nome della nave era in onore al principe Eugenio di Savoia, che aveva combattuto con l'Impero austriaco contro i turchi e i francesi. È da notare che, contemporaneamente, nella Regia Marina Italiana operava, dedicata allo stesso personaggio, l'incrociatore leggero Eugenio di Savoia (classe Condottieri, tipo classe Duca d'Aosta) e, sempre dedicate allo stesso personaggio, nel corso della prima guerra mondiale avevano operato nella Imperial-Regia Marina Austro-Ungarica la nave da battaglia SMS Prinz Eugen (varata nel 1914) e nella Royal Navy la HMS Prince Eugene (varata nel 1915).

## La vita operativa

### Varo
La realizzazione degli incrociatori pesanti della classe Admiral Hipper fu programmata nel contesto del riarmo della marina tedesca, successivo alla presa del potere, nel 1933, del Partito Nazista e al conseguente ripudio delle clausole del Trattato di Versailles che proibivano il riarmo della Germania. In particolare l'accordo navale anglo-tedesco del 1935 permetteva alla Germania di costruire 5 incrociatori pesanti, ciascuno della stazza di 10.000 tonnellate. Le navi costruite, benché rientrassero nel limite nominale di stazza, nella realtà lo eccedevano.
La Prinz Eugen, impostata nei cantieri navali di Kiel il 23 aprile 1936, venne varata il 22 agosto 1938, alla presenza di diverse autorità, fra le quali Adolf Hitler e il Reggente d'Ungheria Miklós Horthy, che, come ammiraglio, aveva comandato la SMS Prinz Eugen. Madrina del varo fu la moglie di quest'ultimo, Magda von Horty. L'unità entrò in squadra solo il 1º agosto 1940, quando la Germania era già in guerra da undici mesi, con al comando il capitano Helmuth Brinkmann. Si era dapprima pensato che l'incrociatore potesse prendere il nome di Wilhelm von Tegetthoff, l'ammiraglio austriaco vincitore, nella battaglia di Lissa, sulla marina italiana. Al fine però di evitare un'offesa all'alleato italiano, si decise alla fine di adottare il nome Prinz Eugen.

### Operazione Rheinübung
La prima azione bellica cui partecipò fu l'operazione Rheinübung assieme alla Bismarck. La mattina del 24 maggio 1941 la squadra tedesca partecipò alla battaglia dello Stretto di Danimarca, che vide coinvolte la Bismarck ed il Prinz Eugen contro l'incrociatore da battaglia Hood e la corazzata Prince of Wales. Il Prinz Eugen aprì il fuoco alle 5.55, mettendo a segno colpi sia sull'Hood sia sulla Prince of Wales. Nel corso della battaglia non venne mai colpito, quindi continuò a scortare la Bismarck verso il porto di Brest. Tuttavia non condivise il destino della sua nave ammiraglia, essendosi separato prima dello scontro con la Forza H. Riuscì quindi ad entrare a Brest il 1º giugno 1941 e attraccò presso le due apposite bricole all'interno della rada di Brest

### Operazione Cerberus
Tuttavia il porto di Brest era uno degli obiettivi primari della RAF, che aveva già danneggiato tanto lo Gneisenau quanto lo Scharnhorst. Il 2 luglio 1941 il Prinz Eugen venne colpito da due bombe lanciate da bombardieri della RAF, riportando danni alle strutture e 60 morti fra l'equipaggio, tra cui il comandante in seconda Otto Stoos. A questo punto l'OKM decise di ritirare i tre incrociatori presenti nel porto (Scharnhorst, Gneisenau e Prinz Eugen), considerando che non fosse più possibile effettuare operazioni contro il traffico mercantile con navi di superficie. Infatti l'unica corazzata che ancora restava alla Kriegsmarine (la Tirpitz) era nel Mare del Nord e l'esperienza della Bismarck sconsigliava di trasferirla a Brest. Quindi i tre incrociatori furono trasferiti in Germania (Operazione Cerberus); il 12 febbraio 1942 le tre navi forzarono la Manica sotto la copertura della Luftwaffe e riuscirono ad arrivare al porto di Wilhelmshaven con danni trascurabili. L'operazione, un indubbio successo tattico, dato che la Manica non era stata forzata dal XVII secolo, fu in realtà una ritirata strategica, cioè l'ammissione della Kriegsmarine che le navi di superficie tedesche non erano più in grado di controllare l'Atlantico e che tutto il peso della Battaglia dell'Atlantico da quel momento ricadeva sui soli sommergibili.
Il Prinz Eugen fu silurato nel Mare del Nord il 23 febbraio 1942 dal sommergibile britannico HMS Trident, quindi rientrò a Kiel per riparazioni e non tornò operativo fino al gennaio 1943. Scarsamente impiegato in azione, tra l'aprile e il settembre 1943 venne adibito a nave scuola per gli allievi ufficiali.

### Operazioni nel Baltico
A partire dall'agosto 1944 il Prinz Eugen fu inviato nel Mar Baltico, dove supportò la ritirata delle forze terrestri tedesche dalla Curlandia, sia con azioni di fuoco, sia proteggendo i mercantili che trasferivano le truppe terrestri ed i civili dagli attacchi dei resti della Flotta del Baltico, sia effettuando egli stesso missioni di trasporto di truppe e civili. Il 15 ottobre 1944 entrò in collisione con l'incrociatore leggero Leipzig e fu quindi costretto a rientrare a Gotenhafen, dove fu sottoposto alle riparazioni del caso. Abbandonò definitivamente Gotenhafen il 29 marzo 1945, con l'ultimo carico di sfollati, poco prima che le truppe sovietiche occupassero la città. Il 20 aprile 1945 entrò nel porto di Copenaghen, dove rimase bloccato dalla mancanza di combustibile. Fu sorpreso alla fine della guerra (7 maggio 1945) nel porto della città danese.

## USSPrinz Eugen

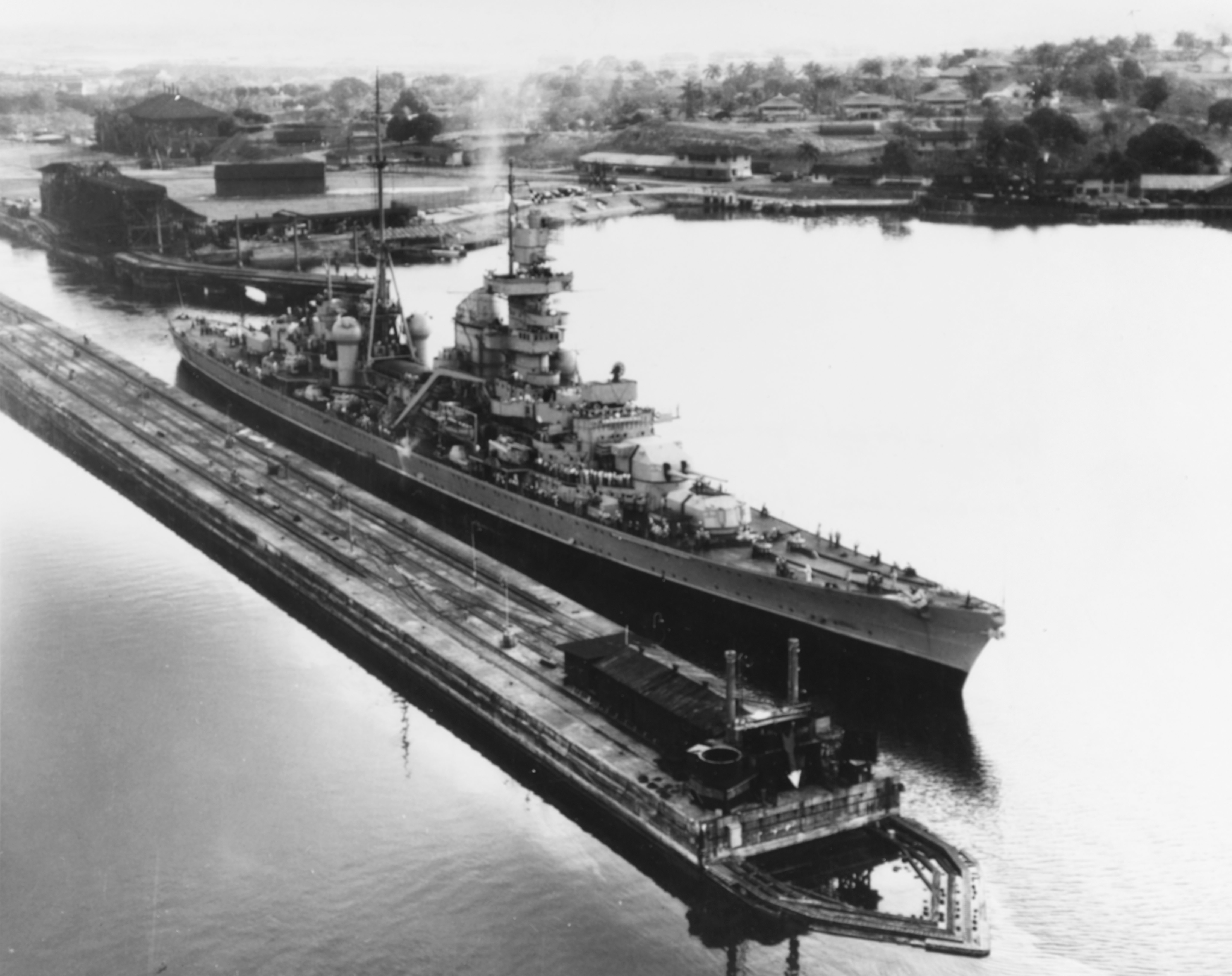
La Prinz Eugen attraversa il canale di Panama nel 1946

Il capitano Rienicke (ultimo comandante tedesco del Prinz Eugen) alle ore 16.00 del 7 maggio 1945 ammainò la bandiera da guerra della Kriegsmarine ed attese l'arrivo degli Alleati, i quali il 26 maggio 1945 trasferirono la nave a Wilhelmshaven. Il Prinz Eugen, la nave più grande della Kriegsmarine ancora in grado di tenere il mare, venne consegnato il 27 maggio ai britannici in conto riparazione dei danni di guerra. Giudicato inutile per i bisogni della Royal Navy, il Prinz Eugen venne ceduto agli Stati Uniti, che il 13 dicembre alzarono la bandiera sulla nuova nave. Il 13 gennaio 1946 il Prinz Eugen lasciò la Germania per l'ultima volta, arrivando il 22 gennaio a Boston. Nel frattempo era stato deciso di impiegare la nave come bersaglio per prove nucleari (Operazione Crossroads), insieme a diverse altre navi, fra cui la giapponese Nagato. Fu quindi trasferita a Filadelfia per i necessari lavori di riadattamento. Al termine dei lavori, riclassificata IX 300 USS Prinz Eugen, lasciò Filadelfia il 3 maggio 1946 per raggiungere, attraverso il canale di Panama, l'oceano Pacifico, con destinazione l'atollo di Bikini.
L'Operazione Crossroads prevedeva tre test di ordigni nucleari, indicati come Able (esplosione in aria), Baker e Charlie (esplosioni sottomarine).
La prima prova (Able) ebbe luogo il 1º luglio 1946; il Prinz Eugen si trovava a 1200 iarde (1100 m) dal punto dell'esplosione e la bomba, della potenza di 20 kton (20.000 t di TNT) non provocò che danni minimi all'incrociatore (sembra che il danno più grave sia stato la totale asportazione della vernice di protezione sulla nave).
La seconda prova (Baker) ebbe luogo il 25 luglio, con il Prinz Eugen alla stessa distanza dal punto dell'esplosione. La potenza della bomba era uguale a quella di Able, ma l'esplosione subacquea ebbe effetti devastanti. La chiglia fu completamente deformata, rendendo la nave incapace di navigare, ma lo scafo rimase a galla. Poiché Baker, a differenza di Able, non fu una esplosione nucleare autopulente, il fallout radioattivo rese difficile la gestione del naviglio che era rimasto esposto. Pertanto la prova successiva, Charlie, fu cancellata, anche se la decisione venne giustificata con il successo di Baker.

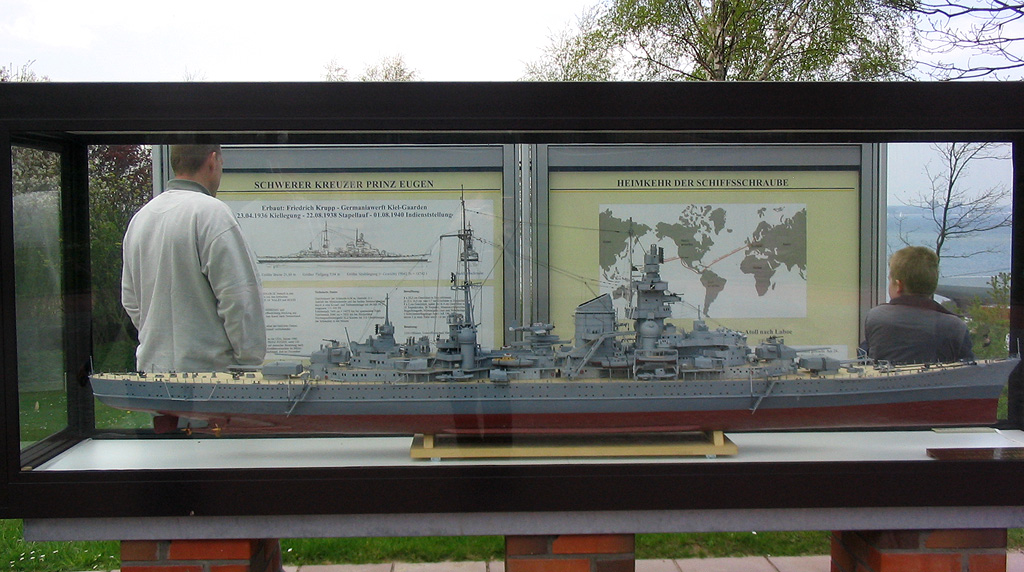
Modello dell'incrociatore Prinz Eugen (Marineehrenmal Laboe - Memoriale della Marina Laboe)

Il Prinz Eugen, fortemente danneggiato e radioattivo, fu trasferito 160 miglia a sud, nei pressi dell'atollo di Kwajalein (Isole Marshall, Micronesia), dove, lentamente, iniziò ad imbarcare acqua ed infine affondò il 22 dicembre 1947. Il relitto del Prinz Eugen è ancora a Kwajalein, arenato in acque poco profonde.
Il governo degli Stati Uniti ha sempre negato il permesso di rottamare lo scafo, per evitare che il metallo, esposto alle radiazioni degli esperimenti nucleari, potesse essere immesso sul mercato. Alcuni pezzi sono, tuttavia, stati asportati e donati a musei, come la campana della nave, attualmente al Museo Nazionale della Marina degli Stati Uniti (Washington) ed un'elica, in esposizione al Memoriale navale di Laboe presso Kiel (Germania).
A partire dal 1974, il governo degli Stati Uniti cominciò a temere che un tifone, colpendo il relitto, potesse causare una perdita di carburante dai serbatoi della nave. Pertanto nel 2018 la marina e l'esercito degli Stati Uniti, assieme al governo della Micronesia, cominciarono a procedere all'asportazione del carburante residuo. La nave di salvataggio USNS Salvor e la nave cisterna Humbler si sono poste sul relitto semi-sommerso, hanno praticato una serie di fori sullo scafo e aspirato 950.000 litri di carburante (circa il 97% del totale). Al termine delle operazioni, il 15 ottobre 2018, tutte le potenziali perdite erano state bloccate ed il carburante residuo, ancora presente nel relitto, posto in sicurezza in serbatoi a tenuta stagna.

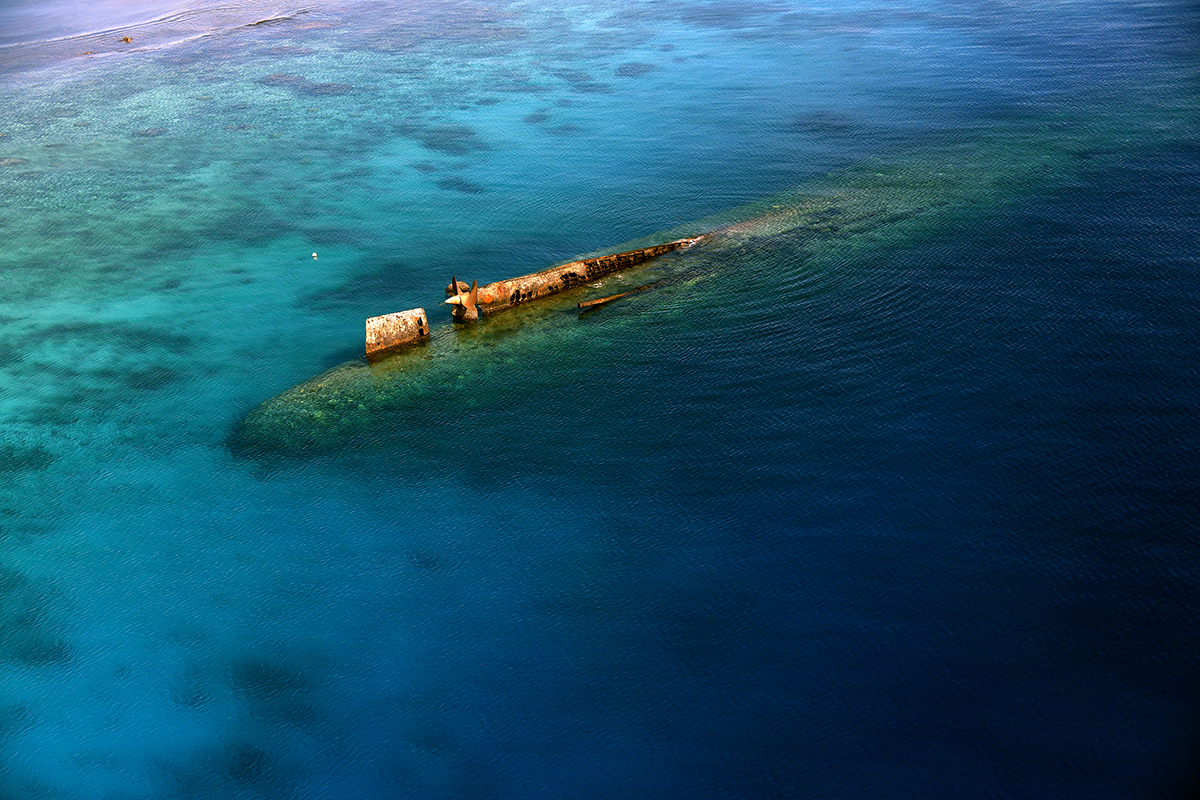
Relitto del Prinz Eugen
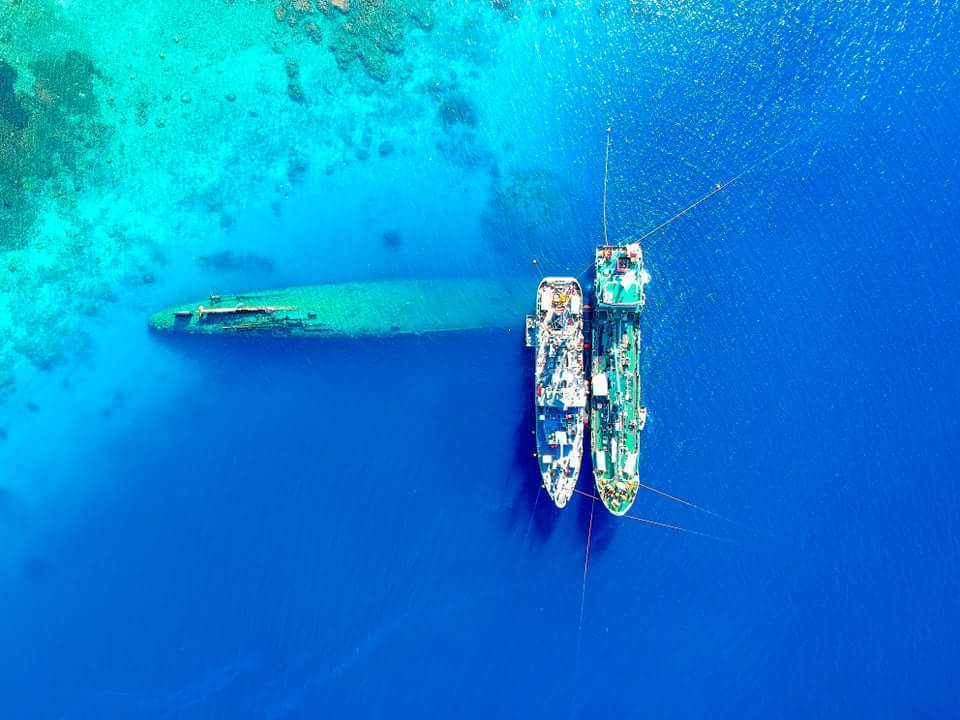
Relitto del Prinz Eugen durante le operazioni di asportazione del carburante
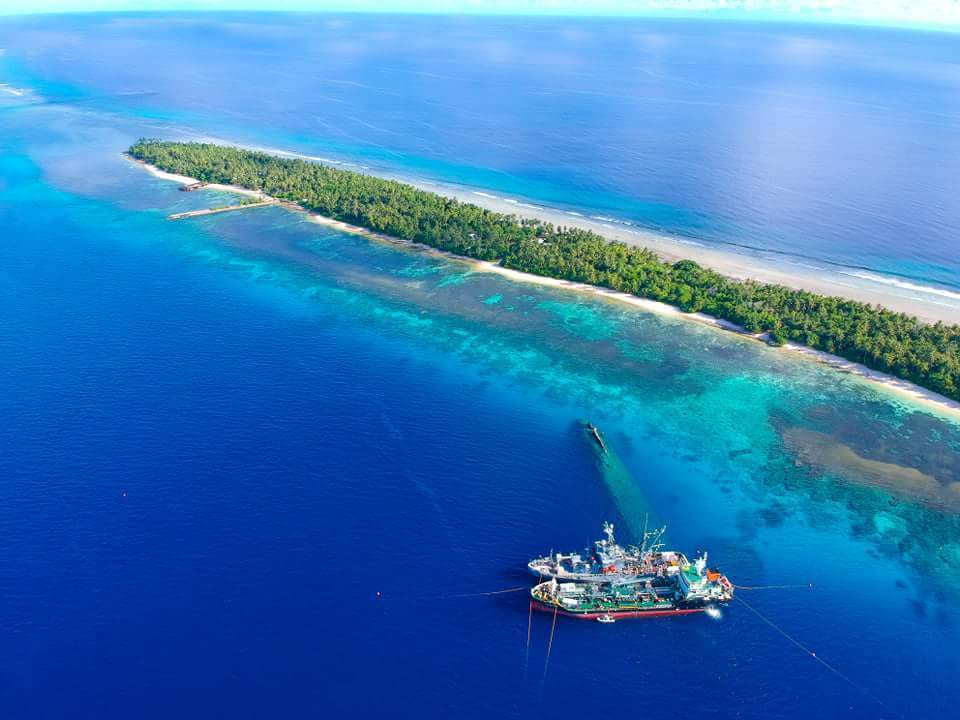
Altra immagine delle operazioni di asportazione del carburante

## Confronto tra incrociatori di classe Hipper e contemporanei
Caratteristiche:
- Dislocamento, a pieno carico
- Dimensioni: Lunghezza, larghezza, pescaggio (massimo)
- Armamento: numero di cannoni x calibro dell'armamento principale (mm)
- Protezione: Cintura/Ponte/Torri
- velocità massima (nodi)

| Classe           | Hipper             | Town          | Zara               | Algérie            | Northampton   | Mogami         |
| Nazione          | Germania           | Gran Bretagna | Italia             | Francia            | USA           | Giappone       |
| Dislocamento (t) | 18400              | 13175         | 14600              | 13900              | 12350         | 12400          |
| Dimensioni (m)   | 210,4x21,9x7,9     | 187x19,3x5,3  | 182,7x20,6x5,9     | 180x20x6,1         | 183x20,1x4,95 | 230,9x20,2x5,8 |
| Armamento        | 8x203              | 12x152        | 8x203              | 8x203              | 9x203         | 10x203         |
| Protezione (mm)  | 70-80/12-50/70-105 | 114/51/25-63  | 100-150/70/120-140 | 100-150/70/119-140 | 76/51/38-64   | 100/35/25      |
| Velocità (nodi)  | 33                 | 32            | 32                 | 32                 | 32            | 34             |